# Project Builder
Project Builder es un entorno de desarrollo integrado desarrollado inicialmente por NeXT computer, Inc, que más tarde, después de su adquisición sirvió a Apple para crear aplicaciones nativas para Mac OS X y los programas de Java. Project Builder más tarde sirvió como base para XCode, que también fue el sucesor oficial.
El proyecto GNUstep ha escrito un clon del Next Step Project Builder original llamado ProjectCenter [1].

## Funciones
Project Builder fue solo el entorno de desarrollo, el paquete completo de desarrollo fue llamado "Development Tools".
Además de la IDE se produjo en las Development Tools las siguientes herramientas y programas [2]:
```
   Interface Builder para crear interfaces gráficas de usuario
   Compilador y enlazador: gcc, cpp, as, ld dyld, hacer
   Editor de propiedades de lista se utiliza para crear y editar archivos de propiedades de lista
   AppleScript Studio (Developer Tools 1.1.1) para crear secuencias de comandos para controlar otros programas
   
Control de versiones
 CVS
   Diversas herramientas para medir el rendimiento de una aplicación.
```

## Project Builder 1.0
Junto con la primera entrega pública de Mac OS X, versión 10.0 (Cheetah), también apareció Developer Tools 1.0.  En la caja de 10.0 había un CD con las Development Tools para que todo el mundo instalarlas y por lo tanto fueran capaz de escribir programas. (Las Development Tools hasta, e incluyendo, Mac OS X 10.6 se encontraban en el disco de instalación.)
Como principales características de la versión 1.0, entre otras fuentes de indexación, marcadores, soporte de Darwin, y la búsqueda fueron llamados por marcos [3].
En las FAQ para Project Builder 1.0 Apple escribió que Project Builder es un desarrollo completamente nuevo. El Project Builder de NeXTStep pasó a llamarse ProjectBuilderWO, y estaba destinado exclusivamente para la programación de software en WebObjects.
En la WWDeveloperCconvention 2001 Project Builder 1.0.1 ha sido liberado. Trajo el apoyo a los nuevos WebObjects 5.0 [4], que también ProjectBuilderWO ya no era respaldado.
Otros cambios en la versión 1.0.1 se compruebe la sintaxis sin compilar, encabezado prefijo (implícitamente se incluye en cada archivo de origen), configurable construir fases, y seguir construyendo errores [5].

## Project Builder 1.1
En septiembre de 2001, Mac OS X 10.1 ("Puma") fue lanzado. Al mismo tiempo,  se publicó una nueva versión de las herramientas de desarrollo, el partido de ida constructor del proyecto fue de 1,1.
Los principales cambios incluyen, entre otras cosas, según Apple Soporte para Objective-C + + navegador de clases, indexación mejorada de código fuente y las nuevas plantillas. [6]
Tres meses después, en diciembre de 2001, Apple fue lanzado también con el Desarrollador del Proyecto actualizado las herramientas de desarrollo 1.1.1. Los cambios más importantes son Apple AppleScript Studio [7] (ahora AppleScript Editor), la sintaxis dependiente de compromiso, menús contextuales, navegar por las listas con las teclas de flecha, correcciones de errores y "mucho más" en [8].

## Project Builder 2.0
En julio de 2002, Apple lanzó una nueva versión de las herramientas de desarrollo, que también (junto con una importante actualización en agosto de este año) en la casilla en Mac OS X 10.2. ("Jaguar") se encontró que
Project Builder se ha actualizado a la versión 2.0.1, las principales alteraciones son Apple gcc 3.1 (2.95 es para la compatibilidad con los sistemas más antiguos todavía se incluye, pero no por defecto), Interface Builder 2.1 (soportes metálicos diseño de la ventana Jaguar), un nuevo SDK BSD, y la documentación actualizada.
AppleScript Studio versión 1.2 fue lanzado.

## Project Builder 2.1
Finales de 2002, Apple lanzó una actualización de las herramientas de desarrollo para Mac OS X 10.2. Project Builder se ha actualizado a la versión 2.1 así, las novedades más importantes son el apoyo a los editores de código externo y la compilación simultánea de múltiples CPUs al mismo tiempo [9].
Interface Builder y AppleScript Studio aprendido solo correcciones de errores. Nuevo en el CD CHUD 2.5.1 para depuración del sistema de bajo nivel, y una primera versión beta de AppleScript Editor 2.0 [10].
Aunque con la WWDC 2003 Xcode 1.0 fue introducido y por lo tanto el apoyo para el proyecto de constructor se terminó en el verano de 2003, Apple presentó una actualización para Project Builder 2.1 listo, con, entre otras gcc actualizado a la versión 3.3 [11] era. Esto también permitió a los desarrolladores que se aprovecharon de Mac OS X 10.2 y Project Builder, el uso de las nuevas herramientas (Xcode solo funciona en Mac OS X 10.3 o superior.)

## Xcode
Xcode:  Artículo principal
Con Mac OS X 10.3 ("Panther") el desarrollo y el apoyo a Project Builder se establecen. Project Builder se ha mejorado y mejorado (innovaciones incluyen una nueva interfaz de usuario, distribuidos compilar (mediante distcc), completado de código y del compilador de nuevo) y también apoyó el desarrollo de programas para Mac OS X versiones anteriores a 10.3. Restos de Project Builder se encuentran ocasionalmente aún más en Xcode 4.0, por lo que ha cada proyecto Xcode haz un archivo llamado project.pbxproj (PBX [12] / X Project Builder).

## Enlaces Web
```
   Las listas de correo de Apple - La lista de correo de usuarios del Generador de Proyectos.
   Project Builder - versión archivada de la página web Project Builder, de 21 de abril de 2001.
```